# Ally Sloper's Half Holiday

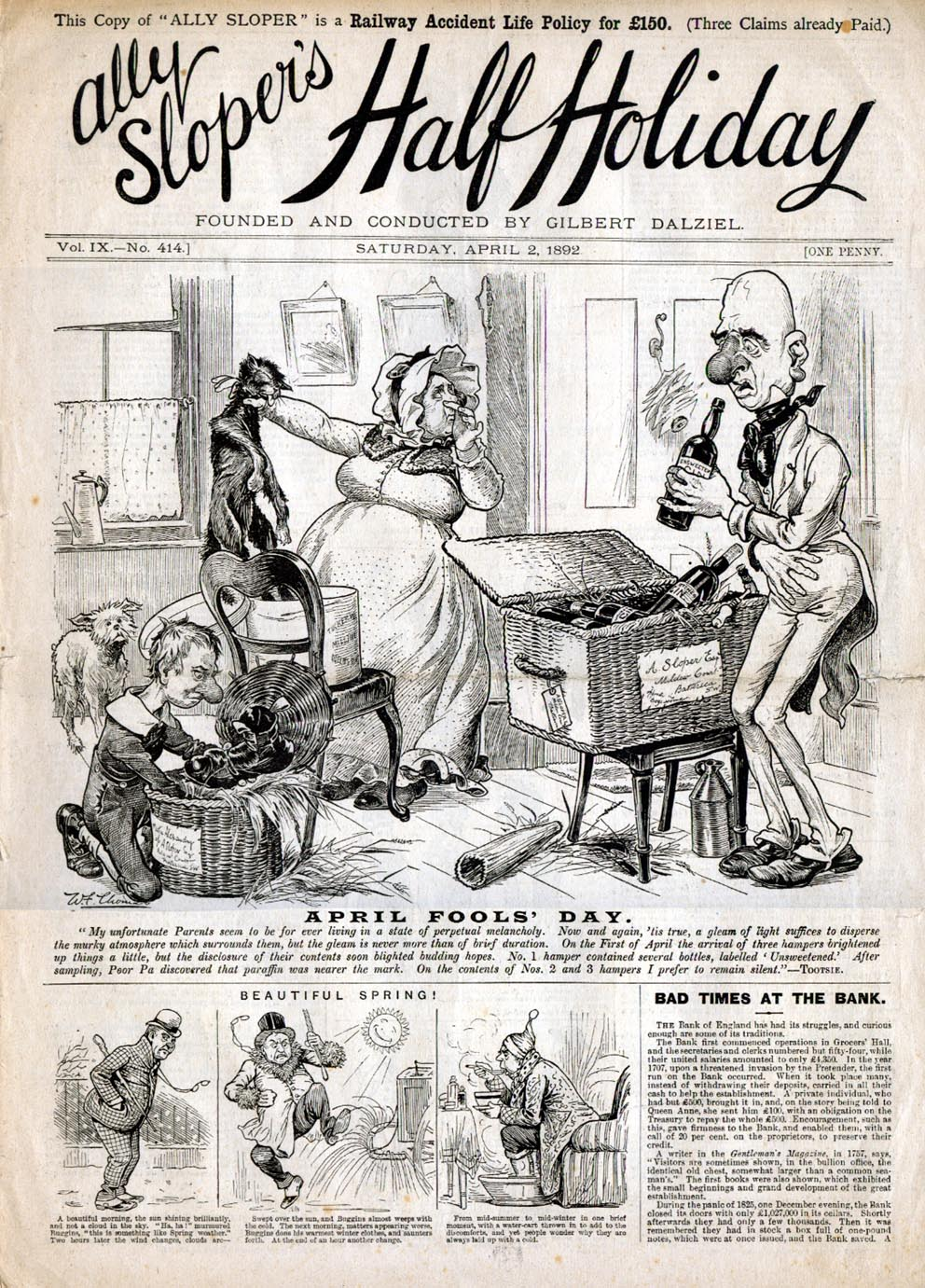
Couverture du numéro du 2 avril 1892. Le dessin « April Fools' Day » (« 1er avril ») mettant en scène Ally Sloper est de W. Fletcher Thomas.

Ally Sloper's Half Holiday est un hebdomadaire humoristique britannique à un penny lancé en 1884 par Gilbert Dalziel, directeur de Judy, et disparu définitivement en 1923, après une première interruption en 1916. Tout à la gloire d'Ally Sloper, c'est le premier périodique nommé d'après un personnage créé pour la bande dessinée, même si ce sont surtout des textes et des illustrations qui y sont publiés. Il était long de huit pages et était au format tabloïd.
« Célébration du nouveau monde de loisir populaire des années 1880, c'était l'un des plus lus des magazines destinés aux classes populaires et moyennes inférieures, atteignant une diffusion de 340 000 exemplaires. Périodique conservateur, il vise à divertir son lectorat sans le pervertir, à l'habituer aux enjeux de ce nouveau monde sans lui faire oublier l'importance de rester à sa place dans une société encore très stratifiée, tout en l'encourageant à vivre sa vie selon son désir. S'il résiste bien dans les années 1890 à l'arrivée des journaux à un demi penny, sa diffusion décroît graduellement dans les années 1900.

## Histoire
En 1883, Gilbert Dalziel, directeur du magazine satirique britannique Judy, parvient à convaincre l'homme de lettre et rédacteur en chef du magazine Charles H. Ross de lui vendre les droits d'Ally Sloper, personnage le plus populaire de la revue créée quinze ans plus tôt, qu'il trouvait sous-exploité. Très peu de temps après, Dalziel s'associe à un certain W. J. Sinkins pour lancer un magazine satirique centré autour d'Ally Sloper, dont la destinée graphique est alors confiée au jeune et talentueux illustrateur William G. Baxter. Le trait soigné et séduisant de celui-ci paraît plus apte à séduire les foules que les croquis jetés sur la page de Ross et Marie Duval, qui avaient dessiné avant lui le personnage.
Le premier numéro est daté du 3 mai 1884. L'illustration humoristique de couverture mettant en scène Ally assure dès son lancement une large distribution au magazine. Si les bandes dessinées de Duval sont rééditées en son sein, et que Ross assure la majeure partie du rédactionnel, c'est bien le dessin de Baxter qui assoit la popularité du personnage. Ainsi, l'appellation de « premier magazine de bande dessinée » (« first comic book ») qui lui est parfois donnée est discutable, bien que ce soit bien le premier période nommé d'après un personnage créé dans une bande dessinée.
À la fin des années 1880, AASH atteint une diffusion de 340 000 exemplaires. Si les affirmations du fils de Ross selon lequel le journal se vendait à un million d'exemplaires chaque semaine dans les années 1890 paraissent difficiles à croire, l'hebdomadaire d'Ally était bien l'un des périodiques les plus vendus en Grande-Bretagne, et le premier dans sa catégorie des journaux humoristiques. Dépassant son lectorat-cible, il est également lu dans les classes moyennes, ainsi que dans les milieux bohèmes (William Morris et Edward Burne-Jones font partie des grands admirateurs d'Ally).
En 1916, face aux difficultés de la guerre, la publication est arrêtée. Elle reprend brièvement entre novembre 1922 et septembre 1923, sans succès.

## Un journal typique de la presse populaire victorienne
Dans les années 1880, grâce au raccourcissement de la semaine de travail passée à cinq jours et demi, les classes populaires, généralement alphabétisées, disposaient d'assez de temps et d'argent pour des activités de loisir de plus en plus nombreuses, parmi lesquelles lire la presse bon marché qui leur était destinée. Cette massification du public donna naissance à l'émergence d'une culture de masse, destinée à plaire au plus grand nombre tout en donnant l'impression de s'adresser personnellement à chacun, et produite de manière industrielle.
La couverture était composée d'un grand dessin légendé d'Ally, sous lequel figurait un strip et un petit texte. Ally apparaissait également dans des textes intérieurs et, jusqu'en 1886, dans les bandes dessinées de Duval republiées. La rubrique théâtrale était animée par sa fille Tootsie. S'y ajoutaient le mélange, habituel dans cette presse, de nouvelles, illustrations, blagues, devinettes, petits poèmes, correspondance, dessins humoristiques et informations insolites. Un discret érotisme se faisait jour dans diverses rubriques illustrées censées représenter les dernières tendances de la mode ou des jeunes femmes embrassées par Ally. Afin de pallier le manque de matériel, Dalziel republiait du contenu de Judy.

## Des méthodes marketing novatrices
Entre les différents titres, la concurrence était acharnée. Dalziel utilisait donc différents moyens pour fidéliser son lectorat. Le premier, et le plus commun, était les concours. Des objets à l'effigie d'Ally (pipes, cigarettes, partitions, matériel de peinture à l'huile et même montres) étaient offerts aux lecteurs qui y participaient. Il y avait également des prix attribués aux lecteurs dont les créations (textes, dessins, photographies) étaient choisies pour être publiées dans la revue. Ces procédés étaient communs, et ne se détachent que par la richesse des lots et leur fréquence d'attribution.
Mais Dalziel se fit aussi innovateur, créant un club ouvert à quiconque envoyait douze coupons prélevés dans douze numéros différents. Chaque semaine, un acteur incarnant Ally Sloper allait remettre à une personnalité son Ordre du mérite. Dalziel alla jusqu'à proposer une assurance-vie de 150 £ pour toute personne qui mourrait dans un accident ferroviaire en ayant sur elle un exemplaire d'ASHH. Enfin, la revue profita de la grande diffusion de produits dérivés d'Ally Sloper, qui étaient produits par diverses entreprises sans que Dalziel n'interférât.

## Un journal conservateur
Le conservatisme de Dalziel est également mis en exergue dans les dessins humoristiques d'Ally. Si les aristocrates sont parfois gentiment moqués, ils sont plutôt généralement dépeints de manière sympathique, particulièrement la reine et le prince de Galles. Ally converse avec William Gladstone, participant de ce fait à la démythification de la politique. Généralement, tout est fait pour donner l'idée que l'élite, les classes moyennes et les classes populaires les plus aisées ne sont pas si éloignées les unes des autres. Dans le même temps, sont critiqués les étrangers, l'Armée du salut, les socialistes, les domestiques et les grévistes. C'est un « vague populisme bourgeois » (« petty bourgeois populism »).
Les moqueries envers les personnes qui cherchent à vivre plus haut que leur milieu sont permanentes, en premier lieu autour d'Ally Sloper, mais également dans le reste du journal. La célébration des saisons londoniennes, des duels sportifs, montre un souci de valoriser la culture bourgeoise et sa nouvelle société de délassement.

## Documentation
- (en) John Adcock, « Charles Henry Ross », Yesterday's papers, 11 septembre 2010.
- (en) Peter Bailey, « Ally Sloper's Half-Holiday: Comic Art in the 1880s », History Workshop, no 16, automne 1983, p. 4-31.
- (en) Scott Banville, « Ally Sloper's Half Holiday », dans Laurel Brake et Marysa Demoor (dir.), Dictionary of Nineteenth-Century Journalism in Great Britain and Ireland, Gand : Academia Press, 2009, p. 13.
- (en) Roger Sabin, « Ally Sloper: The First Comics Superstar? », Image & Narrative, vol. IV, no 1, octobre 2003.